# 蒙塞纽尔伊波利图
蒙塞纽尔伊波利图（葡萄牙語：Monsenhor Hipólito）是巴西皮奥伊州的一个市镇。总面积391.304平方公里，总人口7206人，人口密度18.4人/平方公里。